# Isabel de Chipre
Isabel de Chipre, también conocida como Isabelle de Lusignan (nacida antes de marzo de 1216 o después de 1216-1264), fue la princesa de Antioquía por su matrimonio. También fue regente del Reino de Jerusalén.

## Familia
Fue la hija de Alicia de Champaña y Hugo I de Chipre, y cuñada de Plasencia de Antioquía, reina de Chipre que se casó con su hermano. Sus abuelos maternos fueron Isabel I de Jerusalén y su tercer marido Enrique II de Champaña. Enrique fue hijo del conde Enrique I de Champaña y María de Francia, condesa de Champaña, hija de Luis VII de Francia y Leonor de Aquitania.
Los abuelos paternos de Isabel fueron Aimerico de Chipre y su primera esposa Eschiva de Ibelín. Aimerico era hijo de Hugo VIII de Lusignan. Eschiva fue hija de Balduino de Ibelín.

## Biografía
Se casó en 1223 con Enrique de Antioquía, hermano de Bohemundo V de Antioquía y de Plasencia, con quien tuvo a Hugo I de Jerusalén (Hugo III de Chipre). Enrique fue el hijo de Bohemundo IV de Antioquía y su primera esposa Plasencia Embriaco de Gibelet.
Sus descendientes tomaron el apellido De Lusignan. Tuvieron dos hijos:
- Hugo, rey de Chipre y Jerusalén
- Margarita (1244 - Chipre, 30 de enero de 1308), Señora de Tiro (1283-1290/1291), después titular, y princesa titular de Antioquía, que murió como monja y fue enterrada en la Iglesia Dominicana, en Nicosia, se casó en o después del 22 de septiembre de 1268 con Juan de Montfort, conde de Squillace, Señor de Torón y Señor de Tiro (aprox. 1240 - 27 de noviembre de 1289 en Tiro), hijo de Felipe de Montfort, Señor de Tiro y su segunda esposa María, princesa de Antioquía, no tuvieron descendencia

Fue nombrada regente de Jerusalén en Acre en 1263 ya su vez se nombró a Enrique bailío del reino. Regresó a Chipre después de que su hijo fue nombrado bailío de Jerusalén en 1264.
Isabel murió en 1264, a veces después de febrero, fue enterrada en Nicosia.
El marido de Isabel, Enrique se ahogó en el mar frente a Tiro en junio de 1276 mientras navegaba hacia Trípoli en un barco alemán. Su cuerpo fue recuperado y, después de la muerte de su hijo Hugo, ambos fueron devueltos a Nicosia para ser enterrados.